# Sói núi Cascade
Sói núi Cascade  ( Canis lupus fuscus  )   là một phân loài tuyệt chủng của sói xám đã từng được tìm thấy ở British Columbia, Oregon,  và Washington. Phân loài này đã tuyệt chủng vào năm 1940.  Ban đầu nó được xác định là một loài riêng biệt của Richardson vào năm 1839  và từ những con sói khác trong khu vực bởi Edward Goldman vào năm 1945. Phân loài sói này được công nhận là phân loài Canis lupus trong cơ quan phân loại loài động vật có vú của thế giới (2005) (Mammal Species of the World (2005).) Nó được mô tả là một con sói màu quế có kích thước 165 cm và nặng 36–49 kg.